# Antoni Daimiel
Antoni Daimiel Bolaños (Ciudad Real, 15 de febrero de 1970) es un periodista deportivo y presentador español especializado en baloncesto y la NBA. Trabaja en As, Cadena SER, Canal+, Cuatro y El Periódico de Catalunya. Se dio a conocer en televisión a mediados de la década de 1990, cuando formó dúo con el narrador deportivo Andrés Montes.

## Biografía
Daimiel nació en Ciudad Real, pero a los cuatro años su familia se mudó a Valladolid, donde pasó toda su infancia. Estudió en el colegio marista "Centro Cultural Vallisoletano" y terminó los estudios en el colegio marista "La Inmaculada" de la misma ciudad. Tras matricularse en Derecho sin éxito, se marchó a Madrid para cursar Periodismo en la Universidad Complutense.
A partir de ahí comenzó a trabajar en Canal+ desde su inicio de emisión en 1990, ejerciendo labores de redactor en deportes, y llegó a ser durante varios años reportero y editor de El día después. Durante esos años también realiza trabajos como narrador del baloncesto universitario (NCAA), y en 1995 su cadena le requiere para comentar partidos de NBA. Su primera cobertura en EE. UU. llega acompañando como comentarista a Andrés Montes en la retransmisión del All-Star de la NBA, en sustitución de Santiago Segurola, el 11 de febrero de 1996.
Antoni Daimiel formó pareja de comentarista con el popular locutor durante más de diez años seguidos, hasta que Montes se marchó a La Sexta cuando esta cadena comenzó sus emisiones. Antoni permaneció en Canal+ comentando partidos de la liga estadounidense junto con el exjugador serbio Nikola Lonćar, pero en octubre de 2007 anunció su retirada de las noches de NBA en la televisión de pago.
El periodista permaneció en Canal+ con un programa llamado "Españoles NBA" y a través de varios reportajes en el programa Informe Robinson. Además desde 2006 colaboró en Onda Cero. Daimiel regresó a las retransmisiones del baloncesto en junio de 2009 comentando los playoff y la final en la que Pau Gasol se convirtió en el primer español que ganó la NBA, con Los Angeles Lakers. A partir de entonces volvió a su labor anterior de comentarista de NBA en Canal+. En el verano del 2010 Daimiel es contratado para ser comentarista habitual en la Cadena Ser y articulista en el diario As. Antoni Daimiel sigue colaborando en la Revista Oficial NBA y ha pasado a ser imagen promocional del videojuego NBA 2K11.
A lo largo de su carrera, ha participado en dos programas que han recibido el Premio Ondas: El día después (1992) e Informe Robinson (2009). También recibió el premio Aros de Oro 1996 al mejor reportaje deportivo en el Festival de Cine Deportivo de Jaca.
En mayo de 2013 publicó su libro titulado El sueño de mi desvelo, donde narra anécdotas y testimonios de sus retransmisiones nocturnas en la NBA y de sus viajes por Estados Unidos.
Desde 2016 forma junto a Guille Giménez la dupla principal de narradores de NBA en España en Movistar+. Dirige, junto a Guille y Piti Hurtado, el programa semanal de repaso a la competición Generación NBA.
Presentó, desde 2015 hasta 2021, junto a Juanma López Iturriaga el programa "Colgados del Aro" en la plataforma YouTube. Desde 2021 presenta el podcast "3+1" (antes 2+1) emitido en la plataforma Spotify, producido junto a Drafteados y José Manuel Calderón exclusivamente para la compañía dentro de su apuesta de pódcast originales.
En febrero de 2021, recibe el premio ‘Gigante Comunicación’ en los 33.º premios de la revista 'Gigantes del Basket', como reconocimiento a su trayectoria.
En octubre de 2024 fue incluido en el Hall of Fame del Baloncesto Español, en una ceremonia celebrada en Sevilla.

## Finales NBA retrasmitidas
Daimiel, desde que forma parte de la plantilla de Canal+ (ahora Movistar+) ha retrasmitido, en directo desde Estados Unidos, varios All-Star Game de la NBA, así como la casi totalidad de las Finales de la NBA desde 1996, formando pareja con Andrés Montes, David Carnicero y Guille Giménez:
| Año            | Campeón de la Conferencia Oeste | Resultado | Campeón de la Conferencia Este | Narrador        |
| -------------- | ------------------------------- | --------- | ------------------------------ | --------------- |
| 1996 - Detalle | Seattle SuperSonics             | 2–4       | Chicago Bulls                  | Andrés Montes   |
| 1997 - Detalle | Utah Jazz                       | 2–4       | Chicago Bulls                  | Andrés Montes   |
| 1998 - Detalle | Utah Jazz                       | 2–4       | Chicago Bulls                  | Andrés Montes   |
| 1999 - Detalle | San Antonio Spurs               | 4–1       | New York Knicks                | Andrés Montes   |
| 2000 - Detalle | Los Angeles Lakers              | 4–2       | Indiana Pacers                 | Andrés Montes   |
| 2001 - Detalle | Los Angeles Lakers              | 4–1       | Philadelphia 76ers             | Andrés Montes   |
| 2002 - Detalle | Los Angeles Lakers              | 4–0       | New Jersey Nets                | Andrés Montes   |
| 2003 - Detalle | San Antonio Spurs               | 4–2       | New Jersey Nets                | Andrés Montes   |
| 2004 - Detalle | Los Angeles Lakers              | 1–4       | Detroit Pistons                | Andrés Montes   |
| 2005 - Detalle | San Antonio Spurs               | 4–3       | Detroit Pistons                | Andrés Montes   |
| 2006 - Detalle | Dallas Mavericks                | 2–4       | Miami Heat                     | David Carnicero |
| 2007 - Detalle | San Antonio Spurs               | 4–0       | Cleveland Cavaliers            | David Carnicero |
|                |                                 |           |                                |                 |
| 2009 - Detalle | Los Angeles Lakers              | 4-1       | Orlando Magic                  | David Carnicero |
| 2010 - Detalle | Los Angeles Lakers              | 4-3       | Boston Celtics                 | David Carnicero |
| 2011 - Detalle | Dallas Mavericks                | 4-2       | Miami Heat                     | David Carnicero |
| 2012 - Detalle | Oklahoma City Thunder           | 1-4       | Miami Heat                     | David Carnicero |
| 2013 - Detalle | San Antonio Spurs               | 3-4       | Miami Heat                     | David Carnicero |
| 2014 - Detalle | San Antonio Spurs               | 4-1       | Miami Heat                     | David Carnicero |
| 2015 - Detalle | Golden State Warriors           | 4-2       | Cleveland Cavaliers            | David Carnicero |
| 2016 - Detalle | Golden State Warriors           | 3-4       | Cleveland Cavaliers            | Guille Giménez  |
| 2017 - Detalle | Golden State Warriors           | 4-1       | Cleveland Cavaliers            | Guille Giménez  |
| 2018 - Detalle | Golden State Warriors           | 4-0       | Cleveland Cavaliers            | Guille Giménez  |
| 2019 - Detalle | Golden State Warriors           | 2-4       | Toronto Raptors                | Guille Giménez  |
|                |                                 |           |                                |                 |
|                |                                 |           |                                |                 |
| 2022 - Detalle | Golden State Warriors           | 4–2       | Boston Celtics                 | Guille Giménez  |
| 2023 - Detalle | Denver Nuggets                  | 4–1       | Miami Heat                     | Guille Giménez  |
| 2024 - Detalle | Dallas Mavericks                | 1–4       | Boston Celtics                 | Guille Giménez  |

- Las finales de 2020 y 2021 las retrasmitió desde los estudios de Movistar+ (en Tres Cantos, España), debido a las limitaciones de desplazamiento por la pandemia COVID-19.

## Publicaciones
- (ISBN 9788415242239) El sueño de mi desvelo (2013), Corner.